# Faro di Whiteford
Il Faro di Whiteford (Whiteford Lighthouse, in inglese) si trova a Whiteford Point, all'estremità settentrionale della spiaggia di Whiteford Sands sulla Penisola di Gower, nel Galles meridionale. Si tratta di una torre in stile vittoriano risalente al 1865 costruita interamente in ghisa. La base si trova appena al di sopra del livello della bassa marea, per cui con l'alta marea diventa un faro offshore, ovvero completamente circondato dall'acqua. Fatto costruire dalla capitaneria di porto di Llanelli, è abbandonato dal 1926.